# The Taste/Staffel 10
Die zehnte Staffel von The Taste wurde ab dem 21. September 2022 ausgestrahlt und von Angelina Kirsch moderiert, die allerdings in den ersten beiden Episoden durch Wayne Carpendale vertreten wurde. Die Jury bestand, wie bereits seit Staffel 8, aus den Fernsehköchen Alexander Herrmann, Frank Rosin, Tim Raue und Alex Kumptner. Gewinner der zehnten Staffel wurde Jari aus dem Team von Tim Raue.

## Casting
Die erste Runde umfasste  in der Fernsehausstrahlung insgesamt 21 Kandidaten. Jeder hatte 60 Minuten Zeit um einen Löffel zuzubereiten, wobei für den Einkauf jeweils 50 Euro zur Verfügung gestellt worden waren. Jeder der vier Juroren entschied nach der Blindverkostung, ob sie den jeweiligen Teilnehmer in ihr Team aufnehmen möchten. Entschied sich mehr als ein Juror für einen Kandidaten, so durfte dieser ein Team wählen.
| Nr. | Kandidat  | Klasse | Juroren     | Juroren             | Juroren                 | Juroren                 | Entscheidung  |
| Nr. | Kandidat  | Klasse | Frank Rosin | Tim Raue            | Alex Kumptner           | Alexander Herrmann      | Entscheidung  |
| --- | --------- | ------ | ----------- | ------------------- | ----------------------- | ----------------------- | ------------- |
| 1   | Tobi      | Profi  | Ja          | Ja                  | Ja ✔                    | Ja                      | Team Kumptner |
| 2   | Jari      | Profi  | Ja          | Ja ✔                | Nein                    | Ja                      | Team Raue     |
| 3   | Heike     | Hobby  | Ja          | Nein                | Ja ✔                    | Nein                    | Team Kumptner |
| 4   | Philipp   | Profi  | Ja ✔        | Nein                | Nein                    | Nein                    | Team Rosin    |
| 5   | Jenny     | Hobby  | Nein        | Nein                | Nein                    | Nein                    | -             |
| 6   | Laura     | Profi  | Nein        | Nein                | Nein                    | Nein                    | -             |
| 7   | Max       | Hobby  | Nein        | Nein                | Nein                    | Nein                    | -             |
| 8   | Victoria  | Hobby  | Nein        | Nein                | Nein                    | Ja ✔                    | Team Herrmann |
| 9   | Laura     | Hobby  | Ja ✔        | Nein                | Nein                    | Nein                    | Team Rosin    |
| 10  | Robin     | Hobby  | Ja          | Ja ✔                | Ja                      | Nein                    | Team Raue     |
| 11  | Daniel    | Hobby  | Nein        | Nein                | Nein                    | Nein                    | -             |
| 12  | Marco     | Profi  | Nein        | Nein                | Nein                    | Nein                    | -             |
| 13  | Markus    | Profi  | Ja          | Nein                | Nein                    | Ja ✔                    | Team Herrmann |
| 14  | Christian | Profi  | Ja          | Ja ✔                | Nein                    | Nein                    | Team Raue     |
| 15  | Fabian    | Hobby  | Ja          | Ja                  | Nein                    | Ja ✔                    | Team Herrmann |
| 16  | Theresa   | Profi  | Ja          | Ja                  | Ja ✔                    | Nein                    | Team Kumptner |
| 17  | Sonia     | Profi  | Ja ✔        | Nein                | Nein                    | Nein                    | Team Rosin    |
| 18  | Daniel 1  | Hobby  | Nein        | Nein                | Nein                    | Nein                    | -             |
| 19  | Vick      | Profi  | Nein        | Nein                | Nein                    | Ja ✔                    | Team Herrmann |
| 20  | Kim       | Hobby  | Nein        | Ja ✔                | Nein                    | Team Herrmann ist voll. | Team Raue     |
| 18  | Daniel 1  | Hobby  | Ja          | Team Raue ist voll. | Ja ✔                    | Team Herrmann ist voll. | Team Kumptner |
| 21  | Joseph    | Profi  | Ja ✔        | Team Raue ist voll. | Team Kumptner ist voll. | Team Herrmann ist voll. | Team Rosin    |

## Die Teams und Platzierungen im Team
Alle Coaches haben die Teamfarben der vorangegangenen Staffel beibehalten.
| Platz | Name            | Gesammelte Sterne |
| ----- | --------------- | ----------------- |
| 1.    | Tobi (ab Ep. 7) | Sternsymbol       |
| 2.    | Philipp         | 1                 |
| 3.    | Sonia           | Sternsymbol       |
| 4.    | Joseph          | -                 |
| 5.    | Laura           | 1                 |

| Platz | Name             | Gesammelte Sterne |
| ----- | ---------------- | --- |
| 1.    | Jari             | Sternsymbol · Sternsymbol · Sternsymbol · Sternsymbol · Sternsymbol · Sternsymbol · Sternsymbol · Sternsymbol · Sternsymbol · Sternsymbol · Sternsymbol |
| 2.    | Christian        | Sternsymbol · Sternsymbol |
| 3.    | Robin            | 1 |
| 4.    | Laura (ab Ep. 3) | - |
| 5.    | Kim              | - |

| Platz | Name               | Gesammelte Sterne                                                   |
| ----- | ------------------ | ------------------------------------------------------------------- |
| 1.    | Philipp (ab Ep. 7) | Sternsymbol · Sternsymbol                                           |
| 2.    | Theresa            | Sternsymbol · Sternsymbol                                           |
| 3.    | Daniel             | Sternsymbol · Sternsymbol · Sternsymbol · Sternsymbol · Sternsymbol |
| 4.    | Tobi               | -                                                                   |
| 5.    | Heike              | -                                                                   |

| Platz | Name             | Gesammelte Sterne                                                                                             |
| ----- | ---------------- | --- |
| 1.    | Victoria         | Sternsymbol · Sternsymbol · Sternsymbol · Sternsymbol · Sternsymbol · Sternsymbol · Sternsymbol · Sternsymbol |
| 2.    | Robin (ab Ep. 5) | - |
| 3.    | Vick             | - |
| 4.    | Markus           | - |
| 5.    | Fabian           | - |

## Verlauf der 10. Staffel
Die Auswahl der Kandidaten für die Teams wurde in der ersten und zu Beginn der zweiten Episode ausgestrahlt. Ab der zweiten Episode wurde im Team- und Einzelkochen jeweils ein Kandidat eliminiert, ggf. durch ein Entscheidungskochen. Eliminierte Kandidaten konnten durch den Kandidatenjoker gerettet werden und wechselten in ein anderes Team. In diesen Fällen musste nur ein oder kein Kandidat die Show in dieser Folge verlassen. Durch den Gewinn des Teamkochens erhält der Koch des besten Löffels einen goldenen Stern.
Im Halbfinale gab es zwei Teamkochen, in welchen kein Kandidat ausschied, der jeweilige Gewinner zog direkt ins Finale ein und musste in den weiteren Kochen nicht mitkochen. Im Solokochen wurden nur goldene und keine roten Sterne vergeben. Die Kandidaten ohne Sterne nahmen am Entscheidungskochen teil.
Das Finale bestand aus drei Stufen: Einem Einzelkochen, bei dem die drei besten Löffel geehrt wurden und eine Kandidatin ausschied. Die Köche der drei besten Löffel durften sich danach einen Duellpartner für die zweite Phase auswählen, wobei nur der Sieger in die letzte Phase einzog. Hier mussten 28 Löffel pro Person gekocht werden, wofür 90 Minuten zur Verfügung standen. Letztlich gingen davon vier zufällige Löffel an die Coaches, die ein letztes Mal goldene Sterne verteilten. Für die letzten 30 Minuten konnten sich die Finalisten einen Helfer aus dem Kreis der ausgeschiedenen Kandidaten wählen. Jari entschied sich für den zuvor ausgeschiedenen Tobias, Victoria für die ehemalige Teamkollegin Vick und Robin für Theresa.
|       |           |           | Episode 2 28. September 2022              | Episode 3 05. Oktober 2022                     | Episode 4 12. Oktober 2022                | Episode 5 19. Oktober 2022                      | Episode 6 26. Oktober 2022                                    | Episode 7 02. November 2022                       | Halbfinale 09. November 2022                                  | Finale 16. November 2022                                                |
| ----- | --------- | --------- | ----------------------------------------- | ---------------------------------------------- | ----------------------------------------- | ----------------------------------------------- | ------------------------------------------------------------- | ------------------------------------------------- | ------------------------------------------------------------- | ----------------------------------------------------------------------- |
|       | Gastjuror | Gastjuror | Nelson Müller                             | Cornelia Poletto                               | The Duc Ngo                               | Alexander Huber                                 | Sophia Rudolph                                                | Daniel Gottschlich Hannes Radek                   | Matteo Ferrantino Konstantin Filippou Juan Amador             | Tohru Nakamura Christoph Rüffer                                         |
|       | Thema     | Thema     | Musik auf dem Löffel                      | Coaches                                        | Fusion von Länderküchen                   | Bayern                                          | Aus der Natur (Wald, Wiese, Berge, Küste)                     | Experience Taste                                  | Mittelmeer (Italien, Griechenland, Spanien, Captain’s Dinner) | Japanisch-Deutsch, Lieblingszutaten Rüffer, Zutaten von Angelina Kirsch |
| Platz | Koch      | Koch      | Status der Kandidaten am Ende der Episode | Status der Kandidaten am Ende der Episode      | Status der Kandidaten am Ende der Episode | Status der Kandidaten am Ende der Episode       | Status der Kandidaten am Ende der Episode                     | Status der Kandidaten am Ende der Episode         | Status der Kandidaten am Ende der Episode                     | Status der Kandidaten am Ende der Episode                               |
| 1.    | Jari      | Jari      | Weiter                                    | Immun                                          | Immun                                     | Weiter                                          | Immun                                                         | Favorit (3 goldene Sterne)                        | Favorit (2 goldene Sterne)                                    | Gewinner (3 goldene Sterne)                                             |
| 2.    | Victoria  | Victoria  | Favorit (1 goldener Stern)                | Weiter (Entscheidungskochen)                   | Weiter                                    | Weiter (Entscheidungskochen)                    | Favorit (4 goldene Sterne)                                    | Immun (1 roter Stern)                             | Immun (2. Teamkochen)                                         | 2. Platz (1 goldener Stern)                                             |
| 3.    |           | Robin     | Weiter (trotz rotem Stern)                | Favorit (4 goldene Sterne)                     | Weiter (Entscheidungskochen)              | Kandidatenjoker Alexander Herrmann (Teamkochen) | Weiter                                                        | Weiter                                            | Weiter (Entscheidungskochen)                                  | 3. Platz                                                                |
| 4.    |           | Philipp   | Weiter                                    | Weiter                                         | Favorit (2 goldene Sterne)                | Favorit (1 goldener Stern)                      | Weiter                                                        | Kandidatenjoker Alex Kumptner (Teamkochen)        | Favorit (2 goldene Sterne)                                    | Ausgeschieden (Duell gegen Jari)                                        |
| 4.    | Christian | Christian | Favorit (2 goldene Sterne)                | Weiter                                         | Weiter                                    | Weiter                                          | Weiter                                                        | Weiter (Entscheidungskochen)                      | Weiter (Entscheidungskochen)                                  | Ausgeschieden (Duell gegen Victoria)                                    |
| 4.    |           | Tobi      | Weiter                                    | Weiter                                         | Weiter                                    | Weiter                                          | Weiter                                                        | Kandidatenjoker Frank Rosin (Entscheidungskochen) | Immun (1. Teamkochen)                                         | Ausgeschieden (Duell gegen Robin)                                       |
| 7.    | Theresa   | Theresa   | Favorit (1 goldener Stern)                | Weiter (Entscheidungskochen)                   | Favorit (1 goldener Stern)                | Weiter (Entscheidungskochen)                    | Weiter                                                        | Weiter                                            | Weiter (Entscheidungskochen)                                  | Ausgeschieden (1. Phase, Solokochen)                                    |
| 8.    | Daniel    | Daniel    | Weiter                                    | Weiter                                         | Favorit (1 goldener Stern)                | Favorit (3 goldene Sterne)                      | Weiter                                                        | Favorit (1 goldener Stern)                        | Ausgeschieden                                                 |                                                                         |
| 9.    | Heike     | Heike     | Weiter                                    | Weiter (Entscheidungskochen)                   | Weiter (Entscheidungskochen)              | Weiter                                          | Ausgeschieden (durch 4 rote Sterne; kein Entscheidungskochen) |                                                   |                                                               |                                                                         |
| 10.   | Sonia     | Sonia     | Weiter                                    | Weiter                                         | Weiter                                    | Immun                                           | Ausgeschieden                                                 |                                                   |                                                               |                                                                         |
| 11.   | Vick      | Vick      | Weiter                                    | Weiter                                         | Weiter                                    | Ausgeschieden                                   |                                                               |                                                   |                                                               |                                                                         |
| 12.   |           | Laura     | Immun (1 roter Stern)                     | Kandidatenjoker Tim Raue (Entscheidungskochen) | Ausgeschieden                             |                                                 |                                                               |                                                   |                                                               |                                                                         |
| 13.   | Joseph    | Joseph    | Weiter                                    | Weiter                                         | Ausgeschieden                             |                                                 |                                                               |                                                   |                                                               |                                                                         |
| 14.   | Markus    | Markus    | Weiter                                    | Ausgeschieden                                  |                                           |                                                 |                                                               |                                                   |                                                               |                                                                         |
| 15.   | Kim       | Kim       | Ausgeschieden (durch 2 rote Sterne)       |                                                |                                           |                                                 |                                                               |                                                   |                                                               |                                                                         |
| 16.   | Fabian    | Fabian    | Ausgeschieden                             |                                                |                                           |                                                 |                                                               |                                                   |                                                               |                                                                         |

Legende
| Element                       | Bedeutung |
| ----------------------------- | --- |
| Weiter                        | Ohne goldenen oder roten Stern weiter gekommen. |
| Weiter (Entscheidungskochen)  | In der 2. Phase eines der schlechtesten Gerichte gekocht (mindestens ein roter Stern), aber im Entscheidungskochen nicht ausgeschieden.                                       |
| Favorit                       | In der 2. Phase eines der besten Gerichte gekocht. |
| Kandidatenjoker Coach (Phase) | Kandidat wäre eigentlich in der ersten Phase (Teamkochen) oder beim Entscheidungskochen ausgeschieden, wurde aber durch den Kandidatenjoker von einem anderen Coach gerettet. |
| Immun                         | In der 1. Phase bestes Gericht gekocht und somit sicher in der nächsten Show.                                                                                                 |
| Ausgeschieden                 | Im Entscheidungskochen das schwächste Gericht gekocht. |
| Ausgeschieden                 | In der 1. Phase vom Coach eliminiert. |

## Einschaltquoten
| Folge               | Datum               | Zuschauer | Zuschauer     | Marktanteil | Marktanteil   | Quelle |
| Folge               | Datum               | Gesamt    | 14 – 49 Jahre | Gesamt      | 14 – 49 Jahre | Quelle |
| ------------------- | ------------------- | --------- | ------------- | ----------- | ------------- | ------ |
| 1                   | 21. Sep. 2022       | 1,12 Mio. | 0,53 Mio.     | 5,2 %       | 10,1 %        | [ 1 ]  |
| 2                   | 28. Sep. 2022       | 1,07 Mio. | 0,50 Mio.     | -           | 10,2 %        | [ 2 ]  |
| 3                   | 5. Okt. 2022        | 1,22 Mio. | 0,60 Mio.     | 5,6 %       | 11,8 %        | [ 3 ]  |
| 4                   | 12. Okt. 2022       | 1,14 Mio. | 0,47 Mio.     | 5,3 %       | 8,9 %         | [ 4 ]  |
| 5                   | 19. Okt. 2022       | 1,14 Mio. | 0,54 Mio.     | 5,0 %       | 9,6 %         | [ 5 ]  |
| 6                   | 26. Okt. 2022       | 1,18 Mio. | 0,53 Mio.     | 5,1 %       | 9,4 %         | [ 6 ]  |
| 7                   | 2. Nov. 2022        | 1,26 Mio. | 0,56 Mio.     | 5,8 %       | 11,0 %        | [ 7 ]  |
| 8                   | 9. Nov. 2022        | 1,23 Mio. | 0,55 Mio.     | 5,8 %       | 10,4 %        | [ 8 ]  |
| 9                   | 16. Nov. 2022       | 1,49 Mio. | 0,67 Mio.     | 7,3 %       | 14,1 %        | [ 9 ]  |
| Staffeldurchschnitt | Staffeldurchschnitt | 1,37 Mio. | 0,68 Mio.     | 6,2 %       | 12,5 %        | [ 10 ] |